# Geti centar
Geti centar u Los Anđelesu, Kalifornija, je kampus Geti muzeja i drugih programa Geti trusta. Centar vredan 1,3 milijarde dolara otvoren je za javnost 16. decembra 1997. godine i dobro je poznat po svojoj arhitekturi, baštama i pogledom na Los Anđeles. Centar se nalazi na vrhu brda povezanog sa garažom za posetioce na dnu brda lebdećim tramvajem sa tri vagona koji se povlači kablovima.
Smešten u četvrti Brentvud u Los Anđelesu, Centar je jedna od dve lokacije Dž. Pol Getijevog muzeja i godišnje privuče 1,8 miliona posetilaca. (Druga lokacija je Getijeva vila u kvartu Pacifičke palisade u Los Anđelesu, u Kaliforniji.) U ovom ogranku Muzeja nalaze se evropske slike, crteži, osvetljeni rukopisi, skulpture i dekorativna umetnost od pre 20. veka; i fotografije od 1830-ih do danas iz celog sveta. Pored toga, muzejska kolekcija u Centru uključuje skulpture na otvorenom izložene na terasama i u vrtovima i veliku Centralnu baštu koju je dizajnirao Robert Irvin. Među izloženim umetničkim delima je Vinsent van Gogova slika Irisi.
Centar je dizajnirao arhitekta Ričard Mejer. Kampus pored muzeja sadrži Getijev istraživački institut (GRI), Getijev konzervacioni institut, Getijevu zadužbinu Marrow was a long-time director of the foundation until her death in 2019. i Dž. Pol Getijev trust. Dizajn centra sadržao je posebne provizije za adresiranje zabrinutosti vezane za zemljotrese i požare, kojima je ova oblast podložna.

## Lokacija i istorija
Prvobitno je Muzej Geti započeo u kući J. Pol Getija koja se nalazila i Pacifičkim palisadama 1954. godine. On je svoju kuću proširio muzejskim krilom. Sedamdesetih godina 20. veka Geti je na zemlji svog doma izgradio kopiju italijanske vile kako bi bolje smeštio svoju kolekciju, koja je otvorena 1974. Nakon Getijeve smrti 1976. godine, celo imanje je predato Geti trustu u muzejske svrhe. Međutim, kolekcija je prerasla lokaciju koja je od tada preimenovana u Getijeva vila, i uprava je tražila lokaciju pristupačniju Los Anđelesu. Kupovina zemljišta na kojem se nalazi centar, kampus od 24 acres (9,7 ha) na lokaciji od 110-acre (45 ha) u Santa Monika planinama iznad Međudržavnog puta 405, okruženog sa 600 acres (240 ha) koji se održava u prirodnom stanju, najavljen je 1983. Vrh brda je na 900 ft (270 m) nadmorske visine, što je dovoljno visoko da je po vedrom danu moguće videti ne samo obzor Los Anđelesa, već i San Bernardino Planine, i San Gabrijel planine na istoku, kao i Tihi okean na zapadu.
Cena centra iznosila je 733 miliona dolara, što uključuje 449 miliona za izgradnju, 115 miliona za zemljište i radove na gradilištu, 30 miliona za pribor i opremu i 139 miliona za osiguranje, naknade inženjera i arhitekata, dozvole i mere bezbednosti, prema Stefenu D. Rountriu, bivšem direktoru Getijeovog programa izgradnje i direktoru operacija i planiranja trusta. Trenutna procena vrednosti imovine varira u zavisnosti od tržišta, ali su junu 2013. zemljište i zgrade procenjene su na 3,853 milijarde USD (umetnička dela nisu uključena).
Godine 1984, Ričard Mejer je izabran za arhitektu centra. Nakon opsežnog postupka pribavljanja dozvole za uslovnu upotrebu, izgradnja kompanije Hatavej Dinvidi Konstrušon započela je avgusta 1989. Izgradnja je trajala znatno duže od početnog očekivanja, a planirani datum završetka pomeren je sa 1988. na 1995. (od 1990). Do 1995. godine, međutim, kampus je opisan kao samo „završen više od polovine”.
Centar je ultimatno otvoren za javnost 16. decembra 1997. Iako je ukupni trošak projekta procenjen na 350 miliona američkih dolara od 1990. godine, kasnije je procenjen na 1,3 milijarde američkih dolara. Nakon otvaranja centra, vila se zatvorena za opsežne obnove i ponovo otvorila 28. januara 2006. godine, da bi se usredsredila na umetnost i kulturu drevne Grčke, Rima i Etrurije. Trenutno muzej prikazuje kolekcije u Geti centeru i u Getijevoj vili u Pacifičkim palisadama.
Godine 2005, nakon niza članaka u Los Anđeles Tajmsu o praksama trošenja sredstava Geti trusta i njegovog tadašnjeg predsednika dr [[Barry Munitz|Barija Munica, kalifornijski državni tužilac sproveo je istragu Getijevog trusta, i utvrđeno je da nijedan zakon nije prekršen. Trust se složio da imenuje spoljnog monitora koji će pregledati buduće troškove. Getijev trust je imao finansijskih poteškoća u 2008. i 2009. godini i ukinuo je 205 od 1.487 budžetskih radnih mesta, kako bi smanjio troškove. Iako je zadužbina Geti trust u 2007. dostigla 6,4 milijarde dolara, 2009. je pala na 4,5 milijardi dolara. Zadužbina se do 2013. povećala na 6,2 milijarde dolara.

## Arhitektura
Mejer je iskoristio dva prirodna grebena (koji se razilaze pod uglom od 22,5 stepeni) prekrivajući dve rešetke duž ovih osa. Ove rešetke služe za definisanje prostora kampusa, istovremeno deleći raspored zgrada na njemu. Duž jedne ose leže galerije, a duž druge ose administrativne zgrade. Mejer je naglasio dve konkurentske mreže konstruisanjem snažnih linija pregleda kroz kampus. Glavna osa sever-jug započinje heliodromom, zatim uključuje uski prolaz između auditorijuma i severnih zgrada, nastavlja se pored kioska lifta do tramvajske stanice, kroz rotondu, pored zidova i potpornih stubova paviljona izložbi, i konačno rampe pored zapadnog paviljona i centralne bašte. Njegova korespondirajuća vizuelna osa istok-zapad započinje ivicom naučno krila Getijevog istraživačkog instituta (GRI), šetalištem između centralne bašte i GRI, pogledom na bazen sa azelijama u centralnoj bašti, šetalištem između centralnog vrta i zapadnog paviljona, i okončava se severnim zidom zapadnog paviljona i dvorišta između južnog i istočnog paviljona.
Glavne ose muzejske mreže koja je pomerena za 22,5 stepeni započinju ulaznim trgom, prolaze ivicom stepeništa do glavnog ulaza, poravnavaju se sa stubovima koji podupiru rotondu, kao i središnjom tačkom rotonde, poravnavaju sa sedrenim klupama u dvorištu između paviljona, uključuju uski prolaz između zapadnog i južnog paviljona, stepenište do vrta kaktusa i završavaju se u bašti. Korespondirajuća poprečna osa započinje središnjom tačkom kruga koji formira vrt biblioteke GRI, zatim prolazi do centra ulazne rotunde i poravnava se sa južnim zidom zgrade rotonde. Iako je ceo Muzej poravnat na ovim alternativnim osama, delovi izložbenog paviljona i istočni paviljon poravnati su na pravoj osi sever-jug kao podsetnik da su obe mreže prisutne u kampusu.

## Literatura
- Williams, Harold Marvin (1991). The Getty Center: design process. Los Angeles: J. Paul Getty Trust. ISBN 978-0-89236-210-3.
- Williams, Harold Marvin (1997). Making architecture: the Getty Center. Los Angeles: J. Paul Getty Trust. ISBN 978-0-89236-463-3.
- Brawne, Michael (1998). The Getty Center: Richard Meier & Partners. London: Phaidon. ISBN 978-0-7148-3799-4.
- Mulas, Antonia; Richard Meier; Massimo Vignelli (1998). Richard Meier: the Getty Center. Tolentino (Macerata): Poltrona Frau. ISBN 978-88-8158-269-3.
- Deal, Joe (1999). Between nature and culture: photographs of the Getty Center by Joe Deal. Los Angeles: J. Paul Getty Museum. ISBN 978-0-89236-549-4.
- Weschler, Lawrence; Becky Cohen (2002). Robert Irwin Getty garden. Los Angeles: J. Paul Getty Museum. ISBN 978-0-89236-620-0.
- Duggan, Jim; Becky Cohen (2003). Plants in the Getty's Central Garden. Los Angeles: J. Paul Getty Museum. ISBN 978-0-89236-714-6.